# نادي باطروناطو العرائش
 باطروناطو ديبورتيفو العرائش (الإسبانية: Patronato Deportivo Larache) هو نادٍ رياضي مغربي  من مدينة العرائش. تم إنشاؤه في الأربعينيات من طرف بعض المعمرين الإسبان المقيمين في المدينة. باطروناطو ديبورتيفو العرائش والتي تعني بالعربية  نقابة العمال الرياضية بالعرائش  تأسس سنة 1940 وغيّر اسمه وألوانه الأولى سنة 1947 ليظهر بهوية جديدة تحت اسم نادي العرائش لكرة قدم Larache Club de Fútbol  بالإسبانية. مارس في الأقسام الشرفية الإسبانية إلى 1956 وهي سنة استقلال المغرب. النادي ما زال موجودا لحد الآن تحت اسم شباب العرائش ويمارس بدوري الدرجة الثالثة المغربي.

## إنجازات النادي
لعب نادي باطروناطو العرائش ثمانية مواسم في القسم الإسباني الثالت وكان ذلك سنوات 1947، 1948، 1949، 1950، 1951، 1952، 1955 و1956. وقد كان في عدة مواسم منافسا قويا على بطاقات الصعود للقسم الإسباني الثاني أمام خصوم من العيار الثقيل كنادي ريال بتيس.
سنة 1948 سيقوم النادي بجولة في المنطقة الفرنسية من المغرب وسيخوض عدة لقاءات ودية مع فرق كبيرة وقوية آنذاك أبرزها اللقاء الذي جمعه بنادي سطاد المغربي الفائز ببطولة المغرب سنوات 1928، 1931 و 1944 حيث سيفوز الفريق المغربي الممارس في في القسم الشرفي لمنطقة الأندلس والمغرب الإسباني (القسم الإسباني الثالت حاليا) على أحد أقوى أندية المنطقة الفرنسية في المغرب في عقر داره وسيتمكن من سحقه بستة أهداف لهدف واحد، في مباراة تصدرت صفحات الجرائد الفرنسية الصادرة في المغرب آنذاك رغم طابعها الودي.

خارطة تمثل منطقة نفوذ إسبانيا شمال المغرب إبان عهد الاستعمار

علم إقليم المغرب الإسباني إبان عهد الاستعمار

## ملعب ومقر النادي
كان النادي يستقبل منافسيه في ملعب سانتا باربارا المتواجد في وسط مدينة العرائش والذي يتسع لحوالي 5000 آلاف متفرج، هذا الملعب ما زال موجودا إلى اليوم. كما أن مقر النادي وهو عبارة عن حانة كانت تسمى بار سيلفا Bar Selva كان متواجدا بساحة إسبانيا وسط المدينة أيضا والتي تغيّر اسمها إلى ساحة الاستقلال سنة 1956.

## شعارات النادي

شعار نادي باطروناطو ديبورتيفو العرائش (من 1940 إلى 1947)
شعار نادي العرائش لكرة القدم (من 1947 إلى 1956)
شعار شباب العرائش (من 1956 إلى 2011)

## أقمصة النادي
كان نادي باطروناطو العرائش يرتدي أقمصة زرقاء، سراويل بيضاء وجوارب زرقاء بعد إنشائه سنة 1940، وبعد تغيير الاسم والهوية إلى نادي العرائش لكرة قدم أصبح القميص الرسمي للفريق مخططا عموديا بالأبيض والأزرق الفاتح، سراويل بيضاء وجوارب سوداء. نادي شباب العرائش الذي ما زال موجودا إلى الآن يرتدي نفس طقم نادي العرائش لكرة القدم باستثناء الجوارب التي يكون لونها أبيَضَ.
| باطروناطو ديبورتيفو (1940 - 1947) | نادي العرائش لكرة القدم (1947 - 1956) | نادي شباب العرائش (1956 - إلى الآن) |

## وصلات خارجية
- (بالعربية) الموقع الرسمي للنادي